# Graf DK 29
Graf DK 29 is een graf uit de Vallei der Koningen. Het graf werd ontdekt door onbekenden vóór 1832, maar is nooit echt onderzocht geweest. Enkel de toegang is vrijgemaakt, de rest van het graf ligt vol met puin.